# Compton (Califórnia)
Compton  é uma cidade no sul do condado de Los Angeles, Califórnia, Estados Unidos, situada ao sul do centro de Los Angeles. Compton é uma das cidades mais velhas do condado, em 11 de maio de 1888 foi a oitava cidade da Califórnia a ser incorporada. De acordo com o 2010 United States Census, a cidade tem uma população total de 96.455. É conhecida como "Hub City" devido a sua centralidade geográfica no Condado de Los Angeles.
Os bairros em Compton incluem Sunny Cove, Leland, Downtown Compton, e Richland Farms. A cidade tem uma população majoritariamente de classe média e é lar para uma comunidade relativamente nova, com uma média de 25 anos de idade, contra a média americana de 35. Compton foi onde as irmãs e tenistas multicampeãs Serena Williams e Venus Williams tendo seu pai, Richard Williams como treinador, começaram a praticar tênis na infância. A cidade representa muito a cultura do hip hop da Costa Oeste e se tornou muito conhecida por isso, sendo chamada até de "Berço do Rap". Vários rappers famosos como Dr. Dre, The Game, Eazy-E, Kendrick Lamar, MC Ren, MC Eiht e muitos outros referenciam a cidade em suas músicas. A mais conhecida de todas foi "Straight Outta Compton" do N.W.A., que revolucionou o rap. Em 2015, um filme com o nome da música homônima do grupo, Straight Outta Compton foi lançado, sendo foi muito bem recebido pelo publico e critica tendo uma porcentagem de 88% de aprovação no Rotten Tomatoes. O rap também influenciou muito na reputação violenta que a cidade tem, pelas letras violentas que retratavam o cotidiano de seus artistas.

## Geografia
De acordo com o Departamento do Censo dos Estados Unidos, a cidade tem uma área de 26,2 km², dos quais 26 km² estão cobertos por terra e 0,2 km² por água.

## Demografia
Segundo o censo nacional de 2010, a sua população é de 96 455 habitantes e sua densidade populacional é de 3 713,4 hab/km². Possui 24 523 residências, que resulta em uma densidade de 945,9 residências/km².
Até recentemente, a população de Compton era dominada por uma população negra, mas os latinos agora representam o maior grupo étnico da cidade. Apesar da mudança na população, muitos atletas profissionais e artistas negros são originalmente de Compton. Os negros continuam a dominar a política local, ocupando a maioria dos cargos eleitos na cidade. Embora vista como um subúrbio a margem da grande Los Angeles, a cidade de Compton tem visto um aumento de moradores de classe média nos últimos anos, devido à sua moradia acessível, apesar dos retratos da cidade na mídia. Com o afluxo de imigrantes e a mudança demográfica na população étnica, foi depois do censo de 2000 que os latinos foram reconhecidos como a maioria.
Compton tem uma população crescente das ilhas do Pacífico, filipinas e vietnamitas. A região de West Compton e Willowbrook sem personalidade jurídica têm mais negros de classe média do que a cidade central (oeste de Alameda St.) e East Compton, esta última com um número maior de hispânicos e negros de classe trabalhadora. Subseções de baixa renda na Compton Boulevard têm muitas empresas pertencentes a latinos.

## Crime

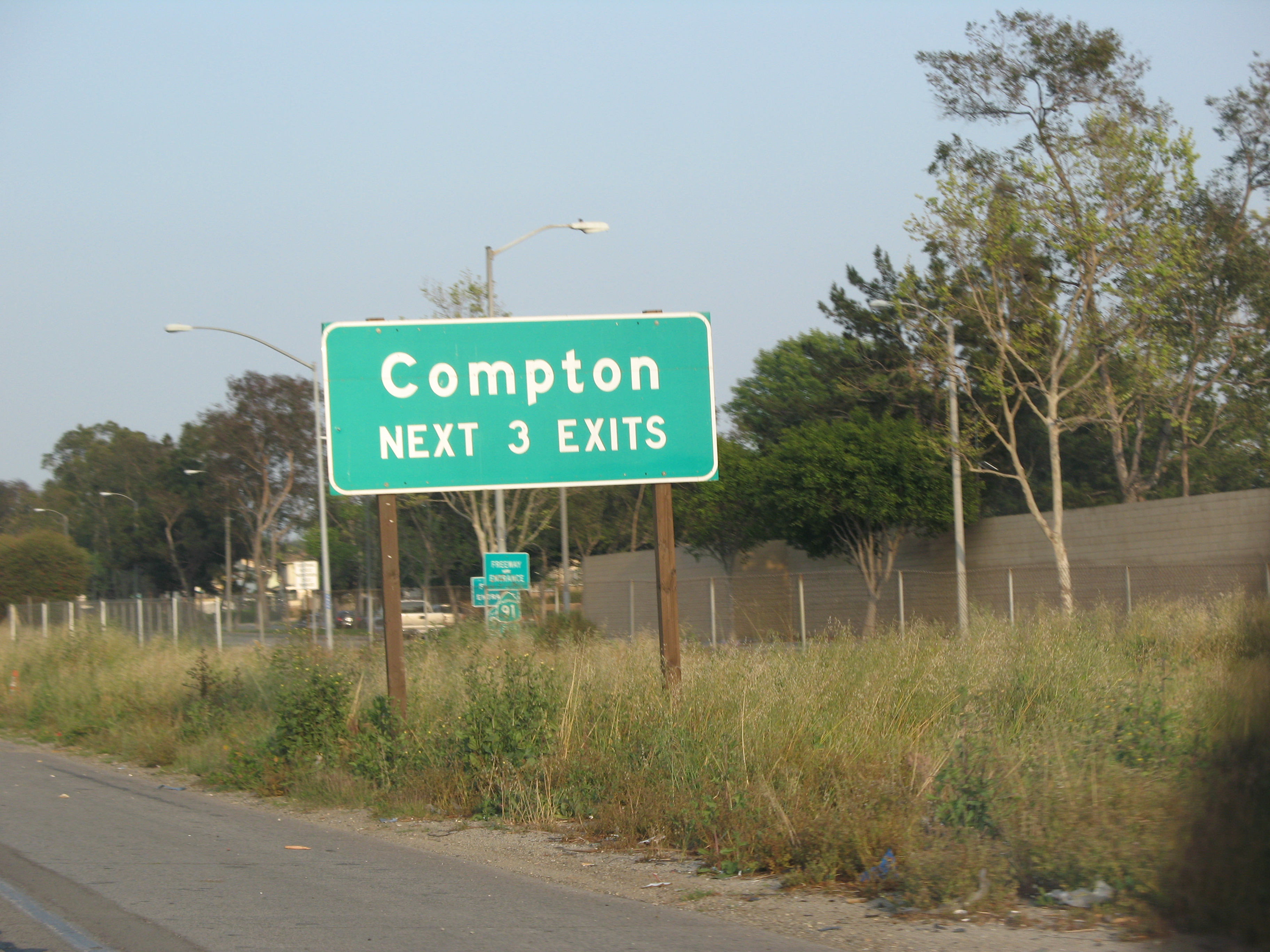
Sinal de estrada para Compton

Após os Tumultos de Watts em 1965, o crime em Compton aumentou drasticamente à medida que mais moradores da classe média fugiram. Em 1969, tinha as maiores taxas de criminalidade no estado da Califórnia. Três anos depois, a cidade, com uma população de pouco menos de 80.000 habitantes, registrou 46 assassinatos, o que representa a maior taxa de homicídios per capita nos Estados Unidos. A reputação violenta de Compton alcançou holofote internacional no final da década de 1980 com a ascensão proeminente dos grupos de gangsta rap como Compton's Most Wanted e N.W.A.. A cidade tornou-se notória pela violência de gangues, causada principalmente pelos Bloods e Crips. Em 2013, a taxa de homicídios foi de 36,8, uma diminuição em relação ao pico da década de 1990. Armas são usadas na grande maioria dos homicídios em Compton. Entre 2000 e 2016, 91,5% foram mortos por armas, em comparação com a média nacional de 67,7%. Em 2015, houve uma baixa recorde de 15 homicídios, enquanto a taxa de homicídios no resto dos Estados Unidos aumentou.
Muitos bairros perderam moradores com o agravamento dos problemas de segurança e, após os tumultos de 1992 na área metropolitana de Los Angeles, muitas pessoas deixaram a cidade.
Em setembro de 2003, Yetunde Prince, irmã mais velha das tenistas Venus e Serena Williams, foi assassinada a tiros quando passava de carro perto do local onde as suas irmãs costumavam treinar na infância.A música "Dreams", do álbum The Documentary do rapper The Game, que também é de Compton, é em homenagem a Yetunde.
Embora o US News & World Report não tenha listado Compton nas "11 cidades mais perigosas" de 2011 para as taxas gerais de criminalidade nos Estados Unidos, ele contrasta a CQ Press, usando dados do relatório anual do FBI de estatísticas criminais "Crime nos Estados Unidos de 2010 ", que classificou Compton como tendo a oitava maior taxa de criminalidade no país.
Compton experimentou uma queda no homicídio no final dos anos 1990 e 2000. O crime estabilizou-se globalmente nos anos 2010. A diminuição dos homicídios tem sido atribuída a vários fatores, incluindo tempos de resposta mais rápidos por parte da polícia (reduzindo disparos) e melhores cuidados médicos (aumentando as taxas de sobrevivência). O novo prefeito eleito em 2013 ajudou a resolver as guerras entre as gangues, o que reduziu ainda mais a taxa de homicídios.

## Marco histórico
Compton possui apenas uma entrada no Registro Nacional de Lugares Históricos, o Dominguez Ranch Adobe, designado em 28 de maio de 1976.

## Cultura
Alguns episódios da sitcom The Fresh Prince of Bel-Air ocorreram em Compton porque o amigo de Will Smith, DJ Jazzy Jeff, morava lá. Muitas carreiras de artistas de rap começaram em Compton, incluindo o grupo N.W.A. (Eazy-E, MC Ren, Dr. Dre, Ice Cube, DJ Yella, Arabian Prince), Coolio, DJ Quik, The Game, Kendrick Lamar, YG, Roddy Ricch e Compton's Most Wanted. Muitas das letras de rappers artistas vindos de Compton falam sobre as ruas e suas vidas em Compton e nas áreas próximas. Muitos jogadores conhecidos da NBA também frequentaram o ensino médio na cidade. Arron Afflalo frequentou a Centennial High School; DeMar DeRozan frequentou a Compton High School; e Tayshaun Prince, Tyson Chandler, Brandon Jennings, Cedric Ceballos e o falecido Dennis Johnson participaram da Dominguez High. O ator e comediante Paul Rodriguez Sr. também participou da Dominguez High.
Compton tem sido referido em numerosas ocasiões como um reduto de gangues e canções de gangsta rap e G-funk, especialmente no final de 1980 e durante toda a década de 1990, e assim alcançou uma associação, não só com a violência de gangues e crime, mas com a música do hip hop da Costa Oeste dos Estados Unidos. A cidade é conhecida como o lar de muitos rappers famosos. Compton evoluiu para uma população mais jovem; a idade média das pessoas que moram em Compton era de 25 anos no momento da última pesquisa completa do censo em 2010; a média dos Estados Unidos na época era de 35,3.
Compton é o lar do Compton Cricket Club, o único time de críquete de exibição nascido na América. Seu fundador, Ted Hayes, disse: "O objetivo de jogar críquete é ensinar as pessoas a respeitarem a si mesmas e respeitarem a autoridade, para que parem de se matar".

### Artistas locais
- Dr. Dre
- MC Ren
- The Game
- Tyga
- WC
- Kendrick Lamar
- DJ Mustard
- Amber Riley
- Latrice Royale
- Lil Eazy-E
- Arabian Prince
- Roddy Ricch
- Coolio
- DJ Yella
- Eazy-E
- King T
- MC Eiht
- YG
- DJ Quik
- B.G. Knocc Out
- Dresta
- Krist Novoselic